# Štefan Zamkovský
Štefan Zamkovský (25. prosince 1908 – 15. května 1961) byl slovenský horolezec, horský vůdce a chatař.

## Životopis
Pocházel z Levoče, byl vyučeným fotografem. V Tatrách dělal nosiče na Téryho a Zbojnické chatě a vedle toho lezl. V meziválečném období patřil k nemnohým slovenským horolezcům, schopným sekundovat progresivním Polákům. V r. 1934 se stal horským vůdcem. Od r. 1936 byl nájemcem Téryho chaty. Pak se oženil a s manželkou Ludmilou se rozhodl postavit turistickou chatu v ústí Malé Studené doliny. Za války v ní našel dočasné útočiště nejeden uprchlík před fašismem, mimo jiných i přední polský horolezec Stanislaw Motyka. Po válce mu představitelé komunistické totality chatu zabavili a přejmenovali na chatu kpt. Nálepku.
Zamkovský ještě nakrátko spravoval Bilíkovu chatu, ale pak byl označen za kapitalistu a musel z Vysokých Tater úplně odejít. Dožil v Banské Štiavnici, kde vedl chatu na Sitně. Po sametové revoluci byla Zamkovského chata v restituci vrácena jeho potomkům. In memoriam dostal stříbrný odznak vůdce I. třídy Horské služby, jejíž členové mu na pohřeb přinesli věnec z kosodřeviny.

## Lezecké výkony
Provedl kolem 30 prvovýstupů, např. JV stěna Zamarlé Turné, J stěna Ostrého štítu, V stěna Zadné Bašty, Z stěna Malého Ledového štítu, SV stěna Kupoly, Z stěna Široké veže, JZ pilíř Pyšného štítu, a spolu se S. Motykou, J. Sawickim a Z. Brullem Z stěna Lomnického štítu.